# La víctima de la fiesta
La víctima de la fiesta es un óleo sobre lienzo creado por Ignacio Zuloaga en 1910. Se conserva en la Sociedad Hispánica de América de Nueva York.

## Contexto
Además del tema taurino que trataba frecuentemente, Zuloaga se centró en pintar los aspectos sociales más oscuros de España (pobreza, prostitución), a diferencia de Joaquín Sorolla que al mismo tiempo daba la imagen de una España resplandeciente. Con motivo de la exposición de la Sociedad Hispánica, el cuadro causó escándalo e inició una polémica en torno al estilo de Zuloaga. Especialmente en España, fue criticado por considerar que daba una imagen poco halagadora de su país  reforzando en el extranjero la idea de que era un país pobre, atrasado y supersticioso mientras que en Francia el cuadro tuvo un gran éxito en el Salón de la Société nationale des beaux-arts de París en 1911.  El elogio más fuerte provino de Charles Morice, quien escribió:  «El artista vasco es el pintor más grande de esta exposición». También contó con la aprobación de críticos influyentes como Paul Fort y Catulle Mendès. 
Aproximadamente una quinta parte de las obras de Zuloaga tienen como tema la tauromaquia, el resto se reparte entre el tema costumbrista de la España Negra y los retratos de sociedad. 

## Descripción
Contra el típico cielo oscuro y tormentoso de las obras de Zuloaga, la pintura muestra el perfil de un viejo y cansado picador montado en un viejo caballo blanco de aspecto lamentable. Según el catálogo de la exposición de la Sociedad Hispánica de América, el modelo que posó para el pintor fue su cochero, y el caballo había sido una auténtica víctima de la fiesta,  herido en una corrida de toros, comprado a unos gitanos por el propio Zuloaga que lo hizo curar, sin obtener nunca una sanación completa. 
Otra versión del mismo tema fue pintada por Zuloaga en 1923: un óleo sobre lienzo de 78,1 × 99,1 cm, presentando esta vez al mismo jinete entre otros jinetes y caballos en un patio. (véase versión del Museo Metropolitano)